# Abdulkadir Özgen
Abdulkadir Özgen (sinh 8 tháng 9 năm 1986) là một cầu thủ bóng đá Thổ Nhĩ Kỳ-Đức thi đấu ở vị trí tiền đạo cho Balıkesirspor tại TFF First League.

## Sự nghiệp
Özgen bắt đầu sự nghiệp ở TSV Donnerberg và SV Breinig. Năm 2006, anh gia nhập Alemannia Aachen nơi ký hợp đồng chuyên nghiệp đầu tiên. Vào mùa hè 2010, anh gia nhập Kayserispor và chuyển đến Bucaspor vào tháng 1 năm 2011.
Ngày 28 tháng 12 năm 2015, Özgen ký hợp đồng với Adana Demirspor.

## Cuộc sống cá nhân
Gia đình của Özgen di cư đến Đức từ Thổ Nhĩ Kỳ, nhưng nơi sinh của anh là thành phố Stolberg của North Rhine-Westphalia.